# Ullverd

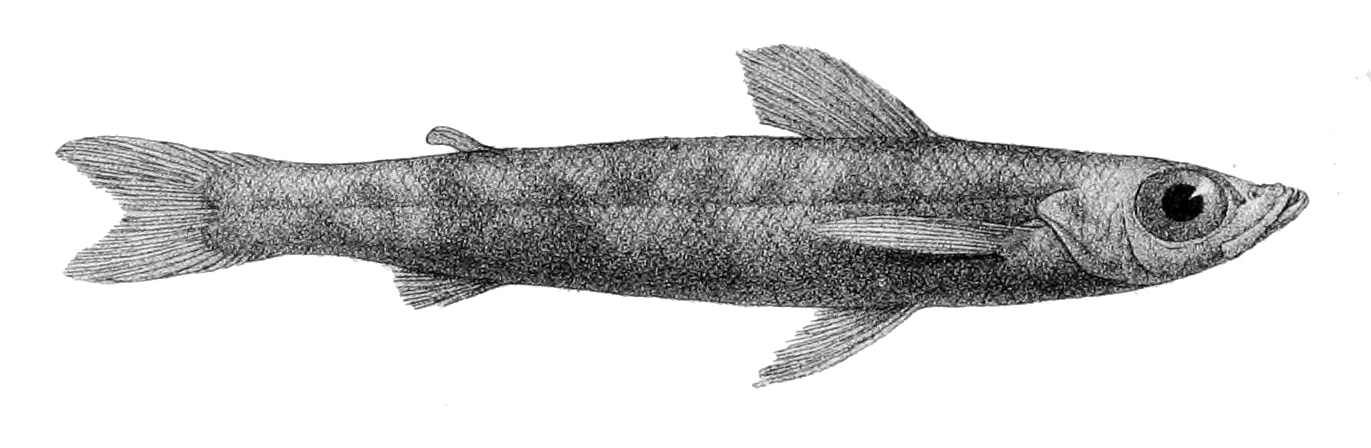
Il·lustració de l'any 1887

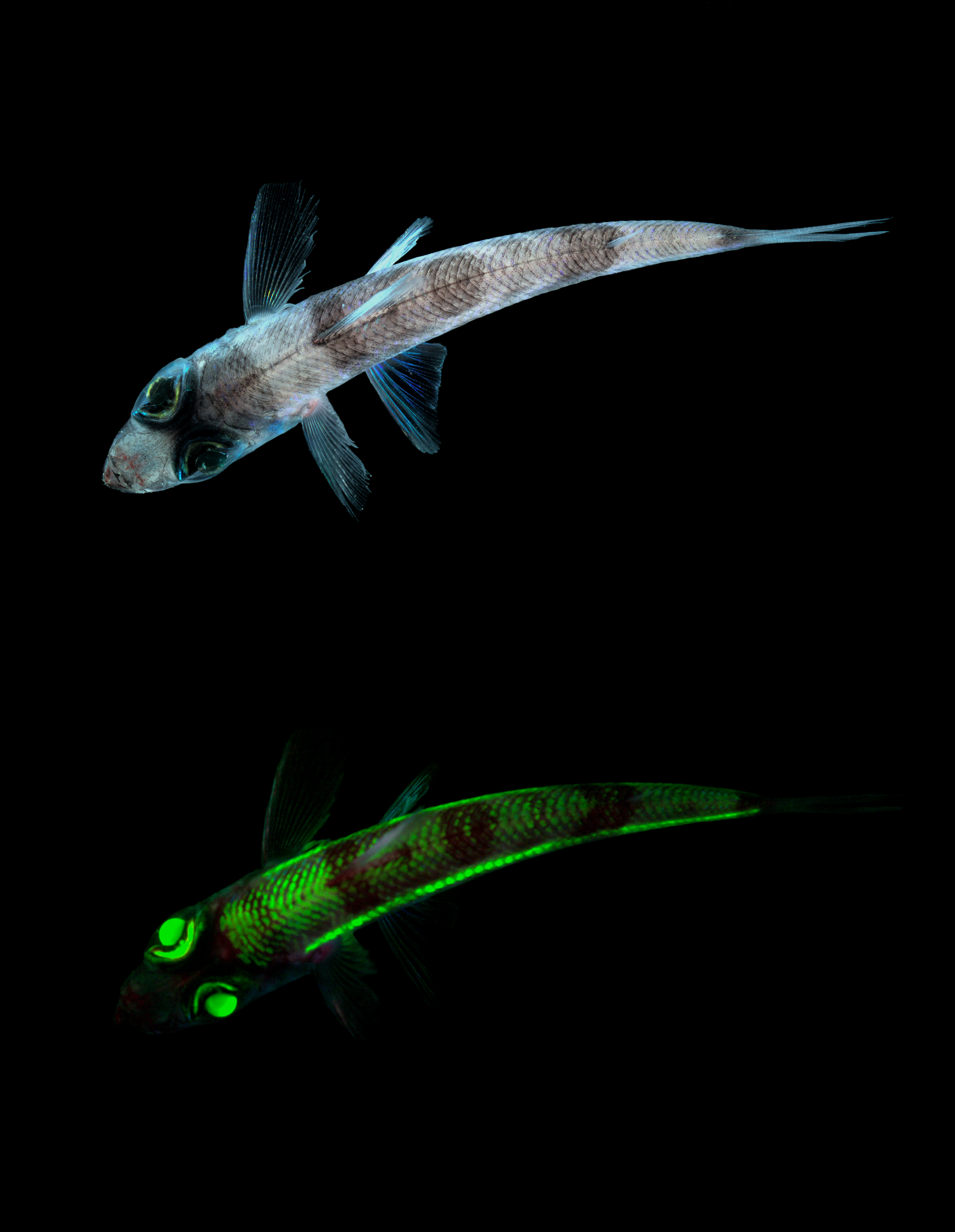
Comparació de l'ullverd amb llum blanca i llum ultraviolada. Observeu la fluorescència dels ulls

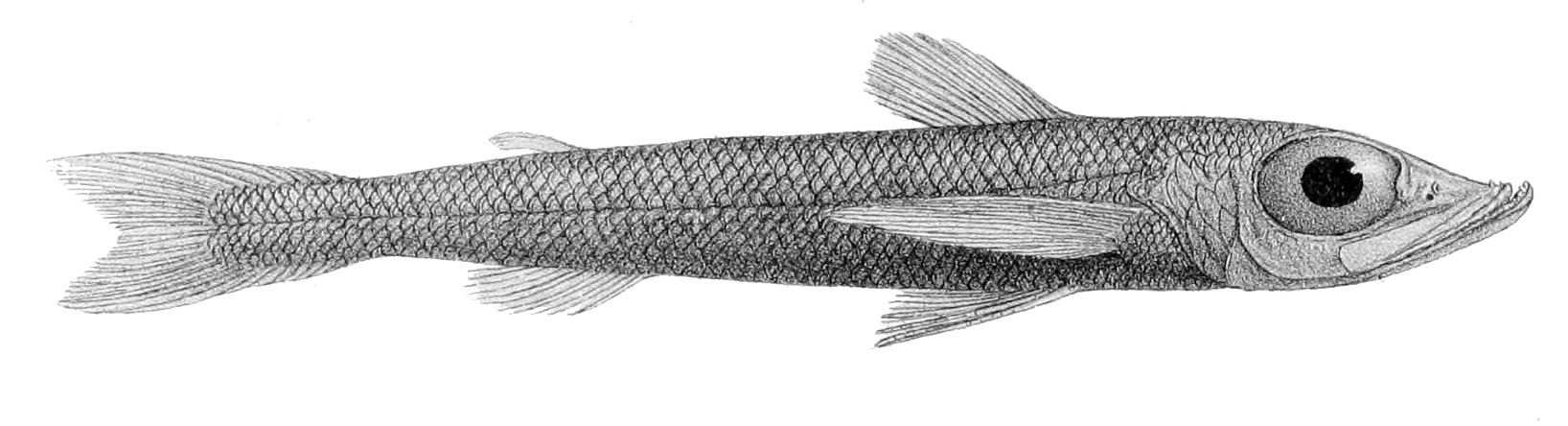
Il·lustració del 1887

L'ullverd (Chlorophthalmus agassizi) és una espècie de peix teleosti pertanyent a la família Chlorophthalmidae.

## Descripció
- Pot assolir els 40 cm de llargària màxima, tot i que, normalment, només en fa 20.
- Cos lleugerament comprimit i de color groc a marró, amb taques més fosques.
- Cap petit i deprimit.
- Musell ample.
- Ulls grossos i verdosos.
- Dents molt petites i còniques.
- Té taques irregulars obliqües de color marró en els costats.
- L'opercle és de color negre argentat.
- La base de l'aleta caudal és negra.
- Les aletes pèlviques s'insereixen just al darrere de l'origen de l'aleta dorsal.
- Aleta caudal molt bifurcada.
- Nombre de vèrtebres: 46-48.[3][4][5][6]

## Reproducció
És hermafrodita.

## Alimentació
Menja principalment invertebrats bentònics i, també, crustacis pelàgics (com ara, decàpodes, eufausiacis i Mysidacea).

## Depredadors
És depredat pel lluç europeu (Merluccius merluccius), Malacocephalus occidentalis (al Brasil), el lluç argentat d'altura (Merluccius albidus) (als Estats Units), Merluccius paradoxus (a Sud-àfrica) i Merluccius capensis (a Sud-àfrica).

## Hàbitat
Viu a la plataforma continental entre 50 i 1.000 m de fondària i sobre fons fangosos.

## Distribució geogràfica
Es troba a tots els oceans i mars de clima temperat i tropical.

## Ús comercial
Es comercialitza fresc i, de vegades també, en forma de farina de peix.

## Observacions
És inofensiu per als humans.